# 波迪利斯凱 (文尼察區)
48°59′36″N 28°54′21″E / 48.99333°N 28.90583°E
波迪利斯凱（烏克蘭語：Подільське），是烏克蘭西南部文尼察州文尼察區的村落，隸屬內米里夫市鎮，始建於1452年，面積6.28平方公里，海拔高度297米，2001年人口1,452，人口密度每平方公里231.21人。

## 歷史
波迪利斯凱經歷多次改名。1939年以前該村名為拉奇基（Рачки），1939年改名為基洛韦（Кірове），2016年恢復為拉奇基，2019年又改為現名波迪利斯凱。